# Symfonie nr. 4 (Tüür)
Erkki-Sven Tüür componeerde zijn Symfonie nr. 4 "Magma" voor percussiesolo en symfonieorkest in het jaar 2002; in augustus van dat jaar voltooide hij het werk. De bijnaam Magma is pas later aan de titel toegevoegd.

## Compositie
De symfonie bestaat uit slechts één deel, maar er is duidelijk onderscheid aan te brengen in een begin- en einddeel, en deze delen bestaan dan ook elk weer uit twee delen. Om een idee te geven van de compositie wordt aan Magma gerefereerd; in de werkelijkheid was er in eerste instantie de symfonie, die door zijn muziek werd vergeleken met magma.
De symfonie begint met een aantal massieve rollende akkoorden, die zo je oren binnen rollen, soms nog over elkaar. Al snel daarna begint de solopartij met de metalen instrumenten binnen het slagwerk, bijvoorbeeld vibrafoon en klokkenspel. Het gebruik van die instrumenten roept een beeld op glinsterende kristallen in het magma, hier en daar stroomt het magma vloeiend door de hitte. Al naargelang het deel vordert, wordt de glinstering harder en lijkt de muziek te stokken.

Sectie (2) begint als overgang van de vloeibare fase van magma naar steen. Het slagwerk krijgt ander instrumentarium, dat van jazz- en rockbands. Proberen slagwerkers in jazz en rock de gang er in te houden, hier gaat het met horten en stoten, aritmisch. Het slagwerk begint de begeleiding te overheersen en uiteindelijk komt het tot een cadenza voor de slagwerker/ster.

Na de nogal heftige slagwerksolo, die tot een abrupt einde komt, begint de erosie zijn werk te doen. Een aantal chromatisch tegen elkaar liggende tonen in polyfonievorm in met name de strijkersgroep geeft een huiveringwekkend beeld van vrijkomende kleine vernietigende wervelwindjes, waardoor het eens zo machtige en harde steen langzaam verbrokkeld. De relatief zachte klank van de marimba gaat langzaam over in houten slagwerk zoals tempelblokken en houtblokken waarbij de klank harder en korter wordt.

Sectie (4) begint dan met een solopartij in de congas, uiterst snelle bewegingen; al het kleine spul lijkt weg te waaien. De chromatische akkoorden komen terug en ook de massieve klanken doemen weer op. Wat er nu nog ligt is gepolijst, steenhard en zal pas heel langzaam in de eeuwigheid wegslijten.
Voor dit concert moet de normale indeling van het symfonieorkest aangepast worden. De slagwerkgroep, normaal achter het orkest, moet vooraan opgesteld worden en dat neemt nogal wat ruimte in. Denk bijvoorbeeld aan drumstel, tamtam en een hele batterij aan kleinere instrumenten die bespeeld worden.

## Opdracht

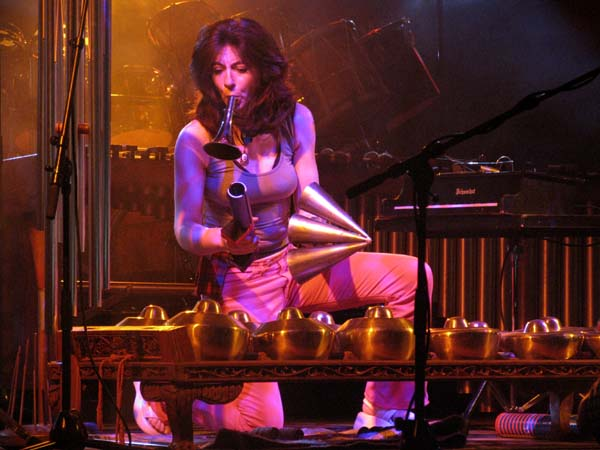
Evelyn Glennie

De compositie is geschreven voor Dame Evelyn Glennie, een Schots slagwerkster, die inmiddels wereldberoemd is op slagwerkgebied. Zij heeft al vele opdrachten gegeven ten behoeve van de uitbreiding van het slagwerkrepertoire voor klassieke slagwerkmusici. Zij gaf dan ook de première en wel op 12 december 2002 in de Koningin Elisabethzaal te Antwerpen. Ze werd begeleid door het Koninklijk Filharmonisch Orkest van Vlaanderen, geleid door Kwamé Ryan.

## Bron en discografie
- Uitgave Virgin Classic ; Evelyn Glennie met het Nationaal Symfonieorkest van Estland o.l.v. Paavo Järvi